# Luís Gonçalves
Luís Gonçalves (12 de octubre de 1987) es un deportista portugués que compitió en atletismo adaptado. Ganó dos medallas en los Juegos Paralímpicos de Verano, plata en Pekín 2008 y bronce en Río de Janeiro 2016.

## Palmarés internacional
| Juegos Paralímpicos | Juegos Paralímpicos     | Juegos Paralímpicos | Juegos Paralímpicos |
| Año                 | Lugar                   | Medalla             | Prueba              |
| ------------------- | ----------------------- | ------------------- | ------------------- |
| 2008                | Pekín (China)           | Medalla de plata    | 400 m T12           |
| 2016                | Río de Janeiro (Brasil) | Medalla de bronce   | 400 m T12           |